# توماس برتا (رئیس‌جمهور اروگوئه)
توماس برتا (انگلیسی: Tomás Berreta؛ ۲۲ نوامبر ۱۸۷۵ – ۲ اوت ۱۹۴۷) سیاست‌مدار اهل اروگوئه بود. وی از ۱ مارس ۱۹۴۷ تا ۲ اوت ۱۹۴۷ رئیس‌جمهور این کشور بود.
توماس برتا در ۲ اوت ۱۹۴۷، در سن ۷۲ سالگی بر اثر سرطان پروستات درگذشت.